# Erythrodiplax fulva
Erythrodiplax fulva – gatunek ważki z rodziny ważkowatych (Libellulidae). Występuje na terenie Ameryki Południowej.